# Donez (Schiff, 1889)
Donez (russisch Донец) war der Name eines seegehenden Kanonenbootes der Kaiserlichen Russischen Marine. 1889 in Dienst gestellt, wurde es während seiner Dienstzeit zweimal versenkt und wieder gehoben. Nach Außerdienststellung 1921 wurde es schließlich 1928 abgebrochen. Die Donez gehörte zu einer Klasse von acht Booten. Der Name des Bootes entspricht der russischen Bezeichnung für einen Bewohner des Gebietes am Don und im engeren Sinne für einen Donkosaken.
Das Boot wurde im Rahmen des Flottenrüstungsprogramms für die Jahre 1882–1902 beschafft. Es war für den Dienst in der russischen Schwarzmeerflotte vorgesehen.
Die Donez wurde am 9. Mai 1886 bei der Admiralitätswerft in Nikolajew auf Kiel gelegt. Wie alle für den Dienst in der Schwarzmeerflotte vorgesehenen Boote wurde es auf einer russischen Werft gebaut, während die für den Dienst in der Ostsee und im Fernen Osten gedachten Boote auf ausländischen Werften hergestellt wurden. Der Stapellauf fand am 18. November 1887 statt.
Von 1889 bis 1900 wurde das Boot periodisch dem russischen Mittelmeergeschwader für die Wahrnehmung diplomatischer Aufgaben zugeteilt und versah Stationsdienst in verschiedenen Häfen. Im Jahr 1900 wurde die Donez einer Hauptinstandsetzung unterzogen und gleichzeitig modernisiert. Nach dem Abschluss der Arbeiten wurde das Boot für Ausbildungszwecke eingesetzt. Im Jahre 1912 wurde das Boot nochmals modernisiert, dabei wurde die Bewaffnung ausgetauscht. Anschließend, im Juni 1912, verlegte die Donez in das Mittelmeer und löste dort die Chiwinez vor Kreta ab. 1913 kehrte das Boot aus dem Mittelmeer zurück, nachdem die Chiwinez ihre Modernisierung abgeschlossen hatte.
Beim Überfall der türkischen Flotte auf die russischen Schwarzmeerhäfen am 29. Oktober 1914 lag die Donez im Hafen von Odessa. Um 3:20 Uhr drangen die türkischen Zerstörer Gayret-i Vataniye und Muavenet-i Milliye in den Hafen ein. Obwohl der Wachhabende der Donez das Feuer auf die angreifenden Schiffe eröffnete, gelang es der Gairet, aus 100 m Entfernung einen Torpedo abzuschießen, der die Donez am Vorschiff traf. Aufgrund der Beschädigungen sank die Donez an ihrem Liegeplatz.
Im Dezember 1914 wurde das Boot gehoben, instand gesetzt und anschließend wieder in Dienst gestellt. Bis 1916 gehörte die Donez zur Abteilung zur Verteidigung der nordwestlichen Küste des Schwarzen Meeres und wurde gemeinsam mit anderen Booten zur Feuerunterstützung der russischen Landstreitkräfte eingesetzt. Ab August 1916 gehörte die Donez zur russischen Donauflottille. Hauptaufgabe war auch hier die Feuerunterstützung der russischen Truppen an Land. Während dieses Einsatzes wurde die für die Rohre der Geschütze vorgesehene Schusszahl überschritten, was zu einem hohen Verschleiß der Rohre und im Ergebnis zu einer verringerten Treffgenauigkeit führte.

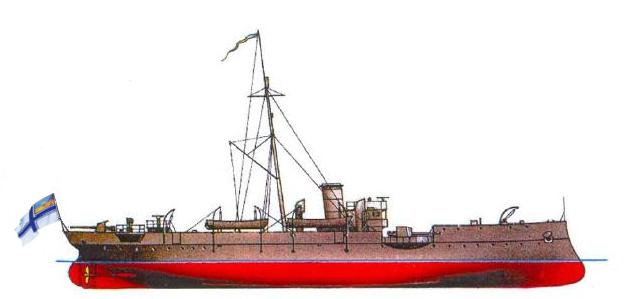
Die Donez in der Ukrainischen Flotte (1918)

Am 18. Januar 1918 ging das Boot auf die Seiten der sowjetrussischen Truppen über. Während der Besetzung der Schwarzmeerhäfen durch deutsche Truppen wurde es am 1. Mai 1918 von diesen in Sewastopol übernommen. 
Nach Abzug der Deutschen gelangte es dann im Dezember 1918 in die Hände der britisch-französischen Interventionskräfte. Diese überließen das Boot im April 1919 der Flotte Südrusslands. Auch von diesen wurde das Boot wieder vorrangig zur Feuerunterstützung von Truppen an Land genutzt. Im Mai 1919 sank das Boot während eines Sturmes in der Tender-Nehrung.
Am 28. November 1921 wurde das Boot gehoben, aber nicht wieder in Dienst gestellt, sondern vorerst eingelagert. 1928 wurde die Donez zur Schrottgewinnung abgebrochen.